# Ивери (Долина Аосте)
Ивери је насеље у Италији у округу Долина Аосте, региону Долина Аосте.
Према процени из 2011. у насељу је живело 65 становника. Насеље се налази на надморској висини од 676 м.